# The Age of Absurdity
The Age of Absurdity ist die erste Studioalbum der walisischen Hard-Rock-Band Phil Campbell and the Bastard Sons. Das Album wurde am 26. Januar 2018 über Nuclear Blast veröffentlicht.

## Entstehung
Das Album wurde im August 2017 mit dem Produzenten Romesh Dodangoda aufgenommen. Dodangoda hatte zuvor bereits mehrfach mit Phil Campbells ehemaliger Band Motörhead sowie mit Neil Starrs ehemaliger Band Attack! Attack! zusammengearbeitet. Dodangoda wirkte bei diesem Album noch als Toningenieur und Mischer. Vorher gab es in der Band noch lange Diskussionen, wo und mit wem das Album aufgenommen werden sollte. Schließlich entscheiden sich die Musiker für Dodangoda, weil er sein Studio direkt in der Nähe der Band hat. Die Aufnahmen fanden in den Long Wave Recording Studio in Cardiff sowie teilweise in den Rockfield Studios statt, in denen unter anderem Queen das Lied Bohemian Rhapsody aufnahmen.
Das Mastering übernahm Christian Wright in den Abbey Road Studios in London. Neben elf Eigenkompositionen nahm die Band noch eine Coverversion des Liedes Silver Machine von der Band Hawkwind auf. Dessen Sänger Dave Brock steuerte Hintergrundgesänge bei. Das Albumcover wurde von Matt Riste erstellt. Für die Lieder Silver Machine, Welcome to Hell und Dark Days wurden Musikvideos gedreht. Am 21. April 2018 veröffentlicht die Band im Rahmen des Record Store Day das Lied Silver Machine als 7"-Single. Zuvor war das Lied nur als Bonustrack auf der limitierten Version des Albums zu hören.

## Hintergrund
Der Albumtitel The Age of Absurdity (englisch: „Das Zeitalter der Absurdität“) ist für Sänger Neil Starr eine gute Umschreibung für den verrückten Zustand der Welt. In seinen Texten drückt er aus, was um ihn herum passiert und welche Gefühle diese Dinge in ihm auslösen. Der Albumtitel bezieht sich für Starr auf die Entwicklung der letzten zwanzig Jahre.

„Man sieht so viele irre Dinge Alltäglichkeit werden. Was mich dabei am meisten erschreckt ist, dass es einen immer mehr kalt lässt, weil man eigentlich nur noch negative Erwartungen hat.“

Dark Days befasst sich mit der Angst vor der Welt, wie sie derzeit ist. In dem Lied Freak Show geht es um einen Abend in der Schweiz, an dem der Besitzer einer Bar den Musikern nach Mitternacht freie Getränke und eine Rückfahrt ins Hotel um sechs Uhr morgens anbot. Das Lied Dropping the Needle wiederum befasst sich mit der Liebe zur Musik, insbesondere zu Schallplatten. Die im Titel angesprochene Nadel bezieht sich auf die Nadel des Tonabnehmers.
Das von Matt Riste erstellte Albumcover sowie die Bilder im Booklet beziehen sich auf das jeweilige Lied. Die Bilder wurden von Riste per Hand gezeichnet und wurden von Zirkus- und Freak-Show-Plakaten der 1930er Jahre inspiriert.

## Rezeption

### Rezensionen
Für Thomas Kupfer vom deutschen Magazin Rock Hard „transportieren die Bastard Sons in manchen Songs eine tolle Scheißegal-Attitüde und punkten neben einer eigenen Identität mit stilistischen Querverweisen zu den ganz Großen des Genres“. Kupfer vergab acht von zehn Punkten. Moritz Grütz vom Onlinemagazin Metal1.info stellte fest, dass The Age of Absurdity ein „angenehm unverkrampftes, ja, sogar ziemlich lässiges Modern-Rock-Album geboten, das vielleicht nicht das Rad neu erfindet, aber durchweg Spaß macht“. Grütz vergab ebenfalls acht von zehn Punkten.
Kritischer zeigte sich Andreas Himmelstein vom deutschen Magazin Deaf Forever, dem es „keinen Spaß macht, einem verdienten Recken wie Phil Campbell ein eher mäßiges Arbeitszeugnis auszustellen“. Der Gesang von Neil Starr „wäre eigentlich ganz gut, aber auch ein bißchen beliebig“. Neben „Tracks im Motörhead-Style“ würde es noch „ordentliche, zeitgemäße Allerweltsrocker“ geben, wofür Himmelstein sieben von zehn Punkten vergab. Für Marek Protzak vom Onlinemagazin Metal.de „gehen die Lieder schon gut ins Ohr, aber nicht unter die Haut“ und beschrieb den Gesang von Neil Starr als „austauschbar“. Protzak bewertete das Album mit sechs von zehn Punkten.

### Chartplatzierungen
| ChartsChartplatzierungen     | Höchstplatzierung | Wochen |
| ---------------------------- | ----------------- | ------ |
| Deutschland (GfK)            | 36 (1 Wo.)        | 1      |
| Österreich (Ö3)              | 60 (1 Wo.)        | 1      |
| Schweiz (IFPI)               | 29 (1 Wo.)        | 1      |
| Vereinigtes Königreich (OCC) | 53 (1 Wo.)        | 1      |

### Auszeichnungen
Bei den Metal Hammer Awards 2018 wurde The Age of Absurdity in der Kategorie Bestes Debütalbum ausgezeichnet.